# Інтимний пірсинг

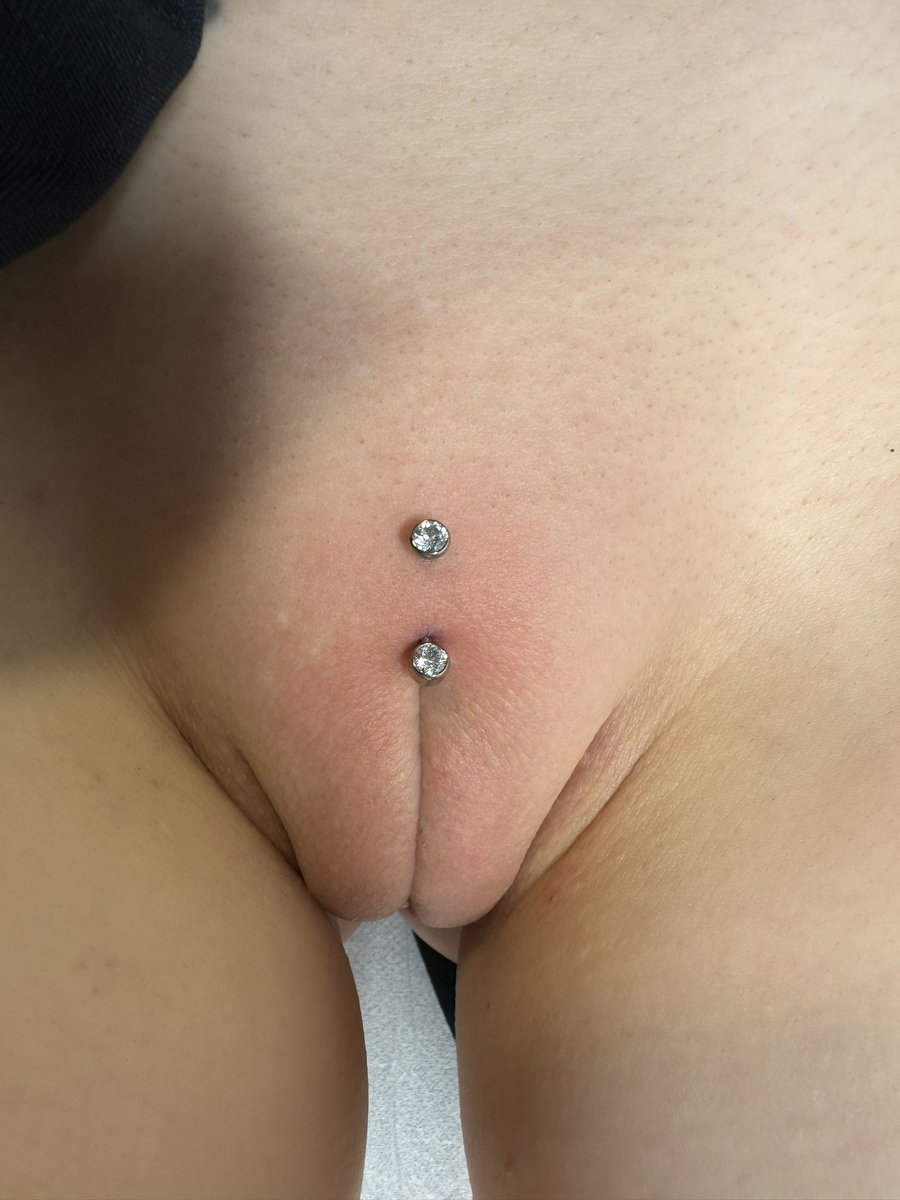
Пірсинг «Крістіна»

Інтимний пірсинг, генітальний пірсинг, пірсинг статевих органів (англ. genital piercing) — різновид пірсингу, прикрашання статевих органів, як чоловічих, так і жіночих: штангами, кілечками, намистинками та іншими предметами, які вставляються у проколи.

## Історія і сучасність

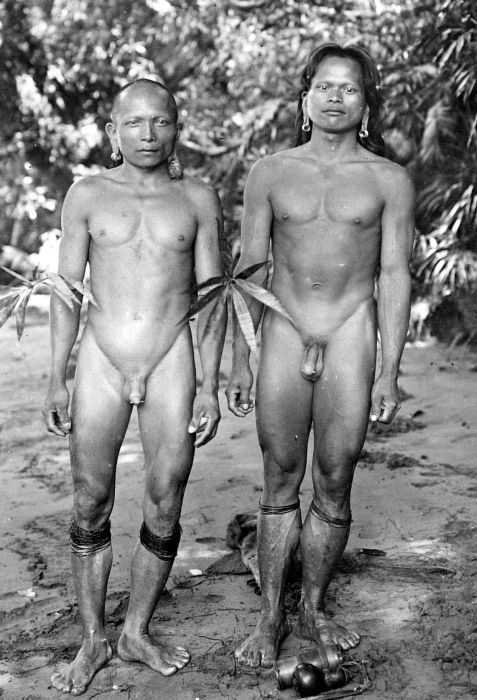
Даяки-кеньях з горизонтальним пірсингом голівки пеніса

У деяких народів Південно-Східної Азії, від Індії до Індонезії, здавна існує традиція робити пірсинг на статевих органах. Так, пірсинг пеніса згадується у «Камасутрі» у ІІ ст. Автор цього трактату Ватсьяяна називає пірсинг словом «ападрав'я» і розуміє під ним пристрої, які чоловік «кріпить на лінгамі відповідно його розмірам, так щоб він міг підходити для йоні. Люди південних країн вважають, що задоволення не отримати без проколювання лінгама, тому вони роблять його… молодик проколює лінгам гострим знаряддям, потім стоїть у воді, допоки кров не перестане текти. Уночі він має провести зносини, причому енергійно, щоб очистити отвір. Надалі він має продовжувати промивати прокол цілющими відварами та розширювати його розмір, вставляючи туди шматочки очерету…» Проте, більш ніяких згадок при існування пірсингу в індуїстській культурі не зустрічається. Давнім індійцям про пірсинг статевого члена ймовірніше за все, було відомо від південних народів. Неясно, що мав на увазі автор «Камасутри» під словом «південні країни» — південь Індії чи Південно-Східну Азію, але всі сходяться на тому, що батьківщиною пірсингу була не Індія. Наводять ще один аргумент: на статуях на Балі, створених до початку індуїстського впливу, бачать зображення статевих органів з пірсингом. Існує думка, що ідею робити прикраси на статевому члені могла бути підказана аборигенам Борнео виглядом статевих членів носорогів: з виступами на кінці.
За останніх часів інтимний пірсинг поширився у західних країнах, як серед чоловіків, так і серед жінок. Мотивом до носіння подібних прикрас слугує не тільки бажання виділитися, проявити індивідуальність, але й поширена думка, що кілечки і намистинки на статевих органах надаватимуть додаткової стимуляції ерогенним зонам.

## Пірсинг з метою забезпечення незайманості

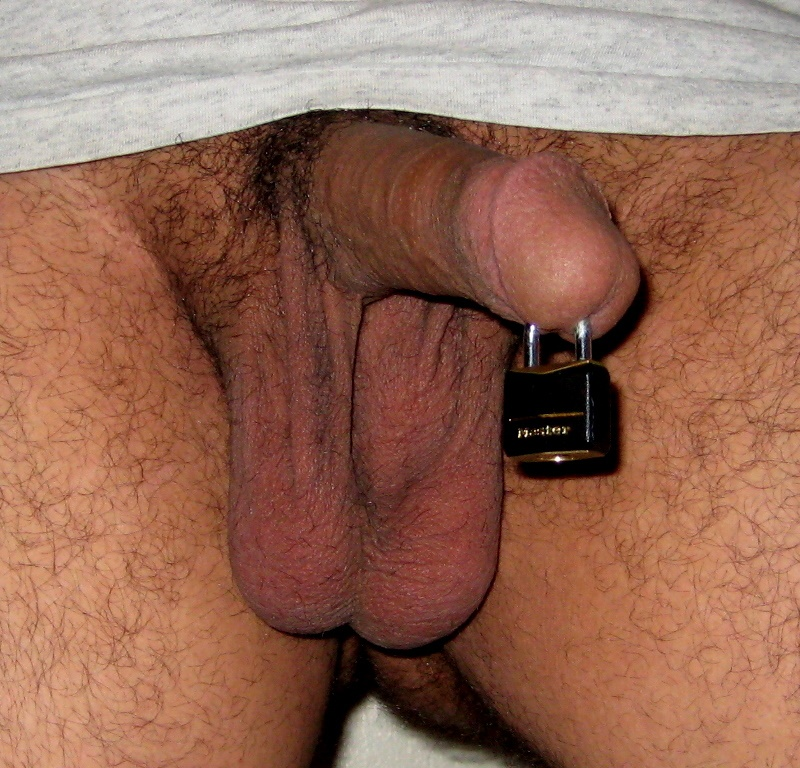
Пірсинг «Принц Альберт» із замочком замість штанги

Деякі дослідники стверджують, що певні види пірсингу (пірсинг статевих губ) могли вживатися з метою забезпечити цноту дівчат і жінок, отже, слугували аналогами «поясів вірності». Вони відомі під загальною назвою «пірсингу незайманості» (chastity piercings). Так, існує такий екзотичний тип пірсингу як кліторальний ковпачок, або «щиток» (clit shield), який має вигляд металевої накладки, що закріплюється на кліторальному каптурі двома штангами. Це має унеможливити стимуляцію голівки клітора.
«Пірсинг незайманості» має і чоловічі варіанти. Один із них являє собою поєднання двох пірсингів: роблять пірсинг сечівникового отвору («Принц Альберт») і пірсинг задньої частини калитки («Гіш»), у які вставляють замкнуті кільця. Останні з'єднуються між собою, це притягає пеніс до калитки, що робить введення його у вагіну неможливим.

## Вимоги до прикрас, уживаних в інтимному пірсингу
- Прикраса не повинна перешкоджати ерекції статевого члена та клітора
- Прикраса не повинна зчавлювати статевого члена чи статевих губ
- Прикраса не повинна перешкоджати сечовипусканню
- Прикраса не повинна чіплятися за спідню білизну, що може спричинити пошкодження статевих органів
- Прикраса не повинна завдавати пошкоджень під час сексу

## Чоловічий інтимний пірсинг

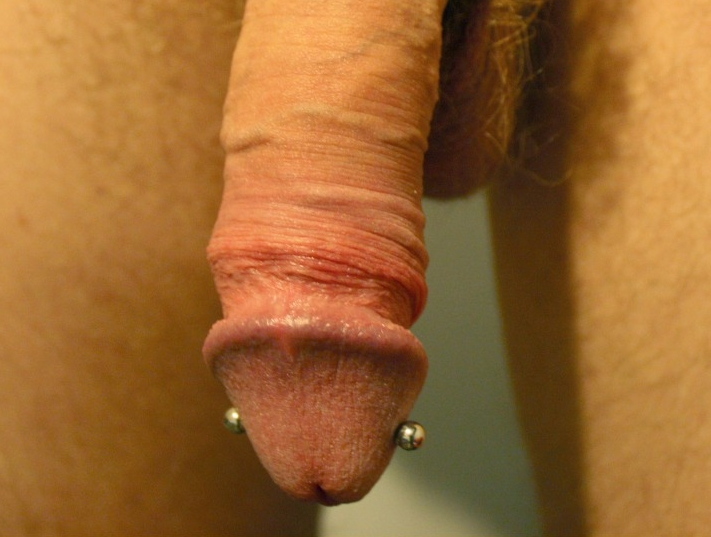
Пірсинг «Ампалланг»

Чоловічий інтимний пірсинг роблять на статевому члені, калитці, лобку та промежині. Серед видів пірсингу статевого члена поширені «Ампалланг» і «Ападрав'я», проколи при яких можуть робитися як на голівці, так і на тілі пеніса, пірсинг «Принц Альберт» і «Дельфін», пірсинг «Дидо» на голівці, пірсинг крайньої плоті та її вуздечки. Серед пірсингу калитки: «Гафада», «Лорум» і наскрізний пірсинг калитки. До пірсингу промежини відносять «Гіш». Зустрічаються і комбіновані варіанти: «Ападидо», «Паунд Паппі», «Чарівний хрест», а також «драбини» — низки зі штанг або кілечок.

### Пірсинг «Ампалланг»
Пірсинг «Ампалланг» (англ. ampallang) — горизонтальний пірсинг голівки статевого члена або його тіла. Прокол може йти як через сечівник, так і збоку від нього. Строк загоєння — близько 5 місяців.
Це дуже давній вид пірсингу, точний час його появи невідомий. Він поширений у різних народів Південної та Південно-Східної Азії: на Сулавесі його зовуть «Камбі» або «Камбіонг» (Kambi, Kambiong), на Філіппінах — «Тугбук» (Tugbuk). На півдні Борнео він відомий під назвою «Каленг» (Kaleng), на півночі — «Уттанг» або «Оетанг» (Uttang, Oettang), племена кеньях зовуть його «Аджа» (Aja). Назва, прийнята на Заході, походить від назви, даної йому ібанськими племенами — «Паланг» (Palang). Ймовірно, що саме він згаданий у «Камасутрі» як «ападрав'я». Традиція йменувати горизонтальний пірсинг «Ампаллангом», а вертикальний — «Ападрав'я» закріпилася з середини 1970-х завдяки піонеру сучасного пірсингу Річарду Сімонтону (відомого під псевдонімом Дуг Мейллой).
На Філіппінах і Борнео у деяких племен «Ампалланг» вважається необхідною передвесільною прикрасою: на думку жінок, він слугує надійною запорукою проти зоофілії.

### Пірсинг «Ападрав'я»

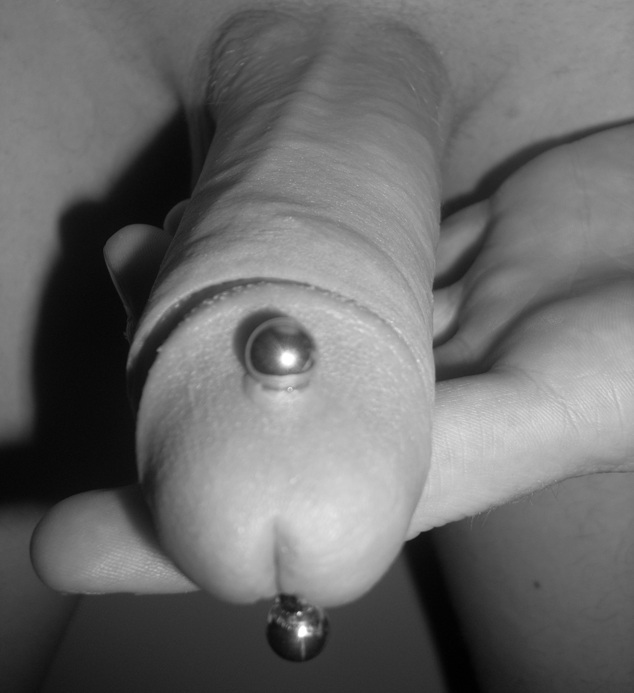
Пірсинг «Ападрав'я»

Пірсинг «Ападрав'я» або «Геппідрав'я» (apadravya, happydravya) — вертикальний пірсинг голівки статевого члена або його тіла. Прокол може йти як через сечівник, так і по боці від нього. Вважається одним з найбільш болісних видів пірсингу. Строк загоєння — близько півроку.

Саме слово «ападрав'я» ужито у «Камасутрі» щодо всякого пірсингу статевого члена. 

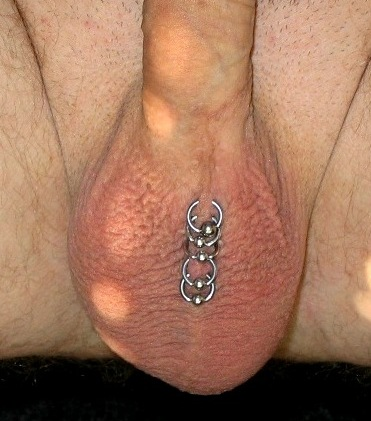
Пірсинг «Гафада-драбина»

Різновидом є «Гафападрав'я» або половинчаста «Ападрав'я» — при ньому кінець штанги розташований усередині сечівника, а другий виходить на верхній поверхні члена.

### Пірсинг «Гафада»
Пірсинг «Гафада» (hafada) — пірсинг, при якому проколюється шкіра калитки попереду. Може бути однобічною і двобічною. У деяких джерелах повідомляєтьс, що «гафаду» роблять хлопчикам у деяких африканських племенах для запобігання зміщенню яєчок у черевну порожнину.
«Гафада-драбина» (hafada ladder) або «Калиткова драбина» (scrotal ladder) — низка проколів уздовж шва калитки попереду. Може поєднатися з «Гіш-драбиною» та «Вуздечковою драбиною» («Драбиною Якова»).

### Лобковий пірсинг

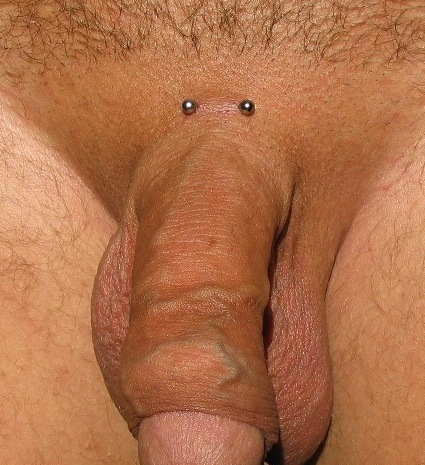
Лобковий пірсинг

Пірсинг крайньої плоті

Лобковий пірсинг (pubic piercing) — пірсинг, розташований над статевим членом, у точці, де він виходить з лобкової області.

### Пірсинг крайньої плоті
Пірсинг крайньої плоті (foreskin piercing) — пірсинг з проколюванням крайньої плоті пеніса. Відповідає пірсингу каптура клітора у жінок.

### Пірсинг тіла пеніса
Пірсинг тіла статевого члена — загальний термін для всякого виду пірсинга, що проходить через тіло пеніса. До нього не належать види пірсингу, при яких прокол йде по поверхні, наприклад, пірсинг вуздечки. Пірсинг «Амфалланг» та «Ападрав'я» зазвичай виконують на голівці, але відомі варіанти й на тілі пеніса, у такому разі їх відносять до цієї категорії. Пірсинг «Дельфін» також може бути зроблений шляхом проколювання тіла, хоча у цьому випадку прокол робиться не так глибоко.

Для виконання такого пірсингу потрібний досвідчений майстер, важливо зробити його таким чином, щоб під час ерекції не виникало затискання. Цей вид пірсингу відрізнюється підвищеною кровоточивістю унаслідок проколювання печеристих тіл, і вимагає тривалого періоду загоєння.

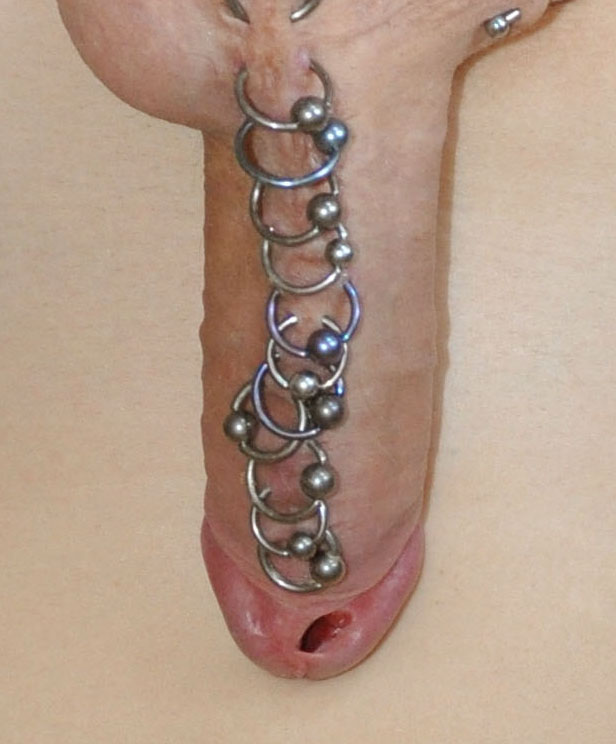
Пірсинг «Вуздечкова Драбина»

### Пірсинг вуздечки

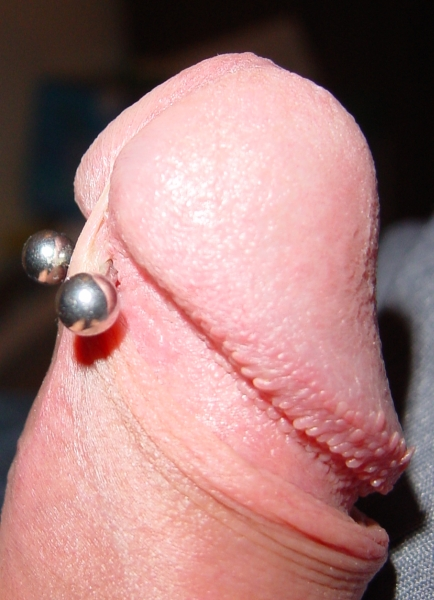
Пірсинг вуздечки

Пірсинг вуздечки (frenum piercing) — пірсинг, розташований під голівкою статевого члена. Прокол проходить через вуздечку, не зачіпаючи ні сечівника, ні тіла статевого члена.
Різновидом пірсингу вуздечки є пірсинг «Вуздечкова Драбина» або «Драбина Якова» (англ. Frenum Ladder, Jacob's Ladder). При ньому множина кілечок (понад 10) розташовуються уздовж шва на нижньому боці статевого члена. Може сполучуватися з «Гіш-драбиною» і «Гафада-драбиною». Завдяки відносно малочутливому розташуванню і мілкому виконанню проколів вони всі часто робляться протягом одної процедури.

### Наскрізний калитковий пірсинг
Наскрізний калитковий пірсинг (transcrotal piercings) — вид пірсингу, при якому прокол проходить через центр калитки, проходячи її наскрізь. Головним мінусом його є високий ризик інфікування: порушується цілість шкіри калитки, яка слугує бар'єром для мікробів. З огляду на це, необходимо створити в калитці канал (фістулу), що перетворює процедуру на хірургічне втручання (подібну анастомозу).
Пд час виконання процедури калитка фіксується. Скальпелем (або спеціальним перфоратором) роблять розріз, передня крайка загортається усередину та пришивається ззаду. З трьох шарів, з яких складається калитка (шкіряний, м'язовий, сполучнотканинний), має бути пришитим лише шкіряний: у протилежному разі загоєння буде трудним або неможливим. При процедурі, виконаній належним чином, розріз загоюється вже через кілька тижнів. Після загоєння отвір легко розтягається. Наскрізний калитковий пірсинг, виконаний традиційною технікою (за допомогою голки) часто загоюється не повністю або період загоювання триває дуже довго. Окрім того, у цьому разі пірсинговий отвір менш піддається розтяганню.
Розташування отвору може бути різним, але частіше він проходить над яєчками, рідше — під ними або між ними.
Пірсинг-тунель, що проходить через калитку, зовуть «скраннелом» (scrunnel) — від scrotal tunnel («калитковий тунель»).

### Пірсинг «Принц Альберт»

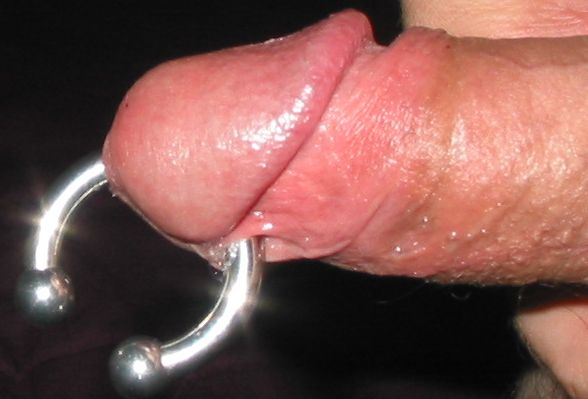
Пірсинг «Принц Альберт»

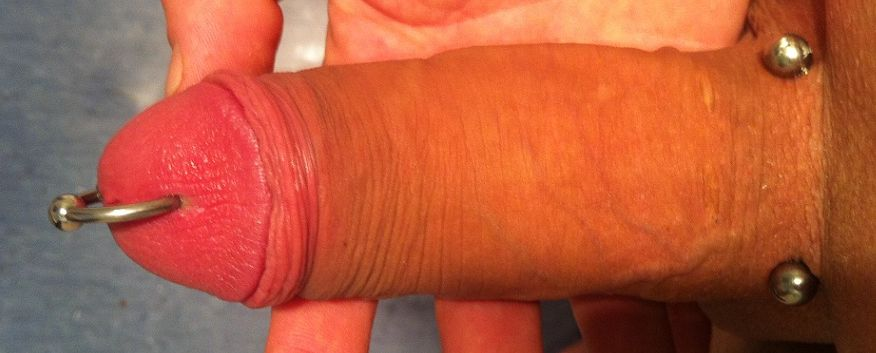
Пірсинг «Зворотній принц Альберт»

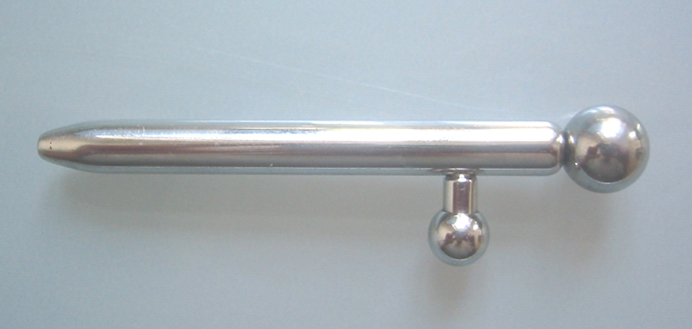
«Кийок Принца»

Пірсинг «Принц Альберт» (Prince Albert) — пірсинг, при якому прокол йде через отвір сечівника і виходить під крайньою плоттю збоку від вуздечки. Варіантом є пірсинг «Зворотний принц Альберт»: при ньому прокол виходить на протилежному від вуздечки боці — зверху пеніса. Цей вид пірсингу найбільш поширений серед чоловіків. Вважають, що кільце стимулює шийку матки під час зносин, а також стимулює голівку статевого члена. Строк загоєння — 4-12 тижнів, після процедури можлива кровотеча протягом 2-5 днів. Мінуси: 1) можливий розрив вуздечки з сильною кровотечею; 2)у чоловіків з таким пірсингом виникає проблемах з сечовиведенням та еякуляцією , бо сеча та сперма виводяться не тільки через канал уретри , а й через отвір проколу пірсингу .
Глибокий «Принц Альберт» — різновид з великим кільцем. При ньому прокол доводиться робити не на голівці, а на тілі статевого члена.
Окрім звичайних штанг і кілець, для пірсингу «Принц Альберт» за прикрасу уживають так званий «Кийок Принца» (Prince's Wand) — стрижень з боковою кулькою (кільцем) на ніжці, який дещо нагадує поліцейський кийок. «Кийок Принца» походить від сечівникового зонда, він призначений для тимчасового носіння (під час сексуальних зносин), але деякі носять його постійно.

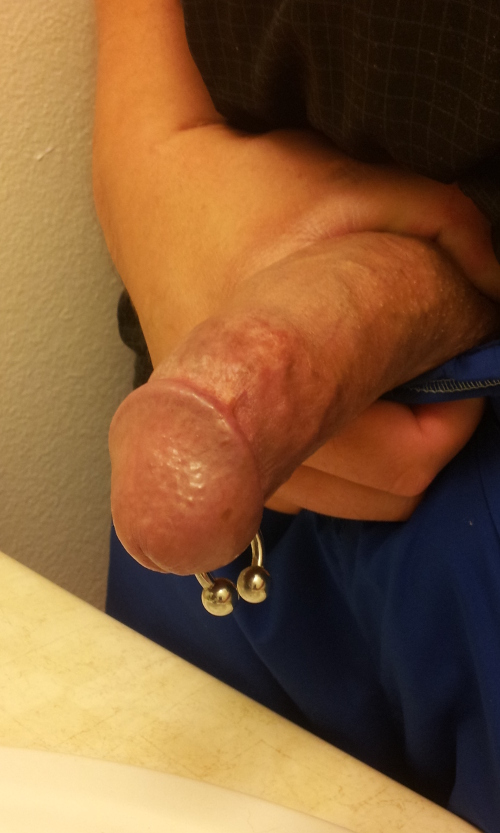
Пірсинг «Дельфін»

Про цей пірсинг існує чимало легенд. Одна з них говорить, що він також звався «бандажним кільцем» (dressing ring) і використовувався для закріплення статевого члена. Його назву пояснюють тим, що його носив принц Альберт Саксен-Кобург-Готський, чоловік королеви Вікторії. Мотиви пояснюють по-різному: одні кажуть, що це було потрібно для відтягання статевого члена назад, що він не так видавався уперед: у лосинах це начебто сильно впадало в око. Інша версія: пірсинг йому був потрібний, щоб постійно тримати крайню плоть відгорнутою — у гігієнічних цілях. Друга легенда — таку прикрасу на сечівниковому отворі носили водії замість катетера: для направляння сечі у сечоприймач. Третя: його носив Беніто Муссоліні, він навіть зробив отвір у кишені, щоб маніпулювати ним — для зняття стресу. Ще одна легенда: його носили німецькі вояки, щоб зафіксувати статевий член між стегнами і вберегти його від поранень. Жодна з легенд не має обґрунтування.

### Пірсинг «Дельфін»
Пірсинг «Дельфін» (dolphin piercing) — пірсинг, прокол якого йде через сечівник і виходить обома кінцями знизу статевого члена. Назва зв'язана з тим, що штанга «пірнає» під крайню плоть подібно дельфіну. Проколи можуть також використовуватися для пірсингу «Принц Альберт».

### Пірсинг «Дидо»

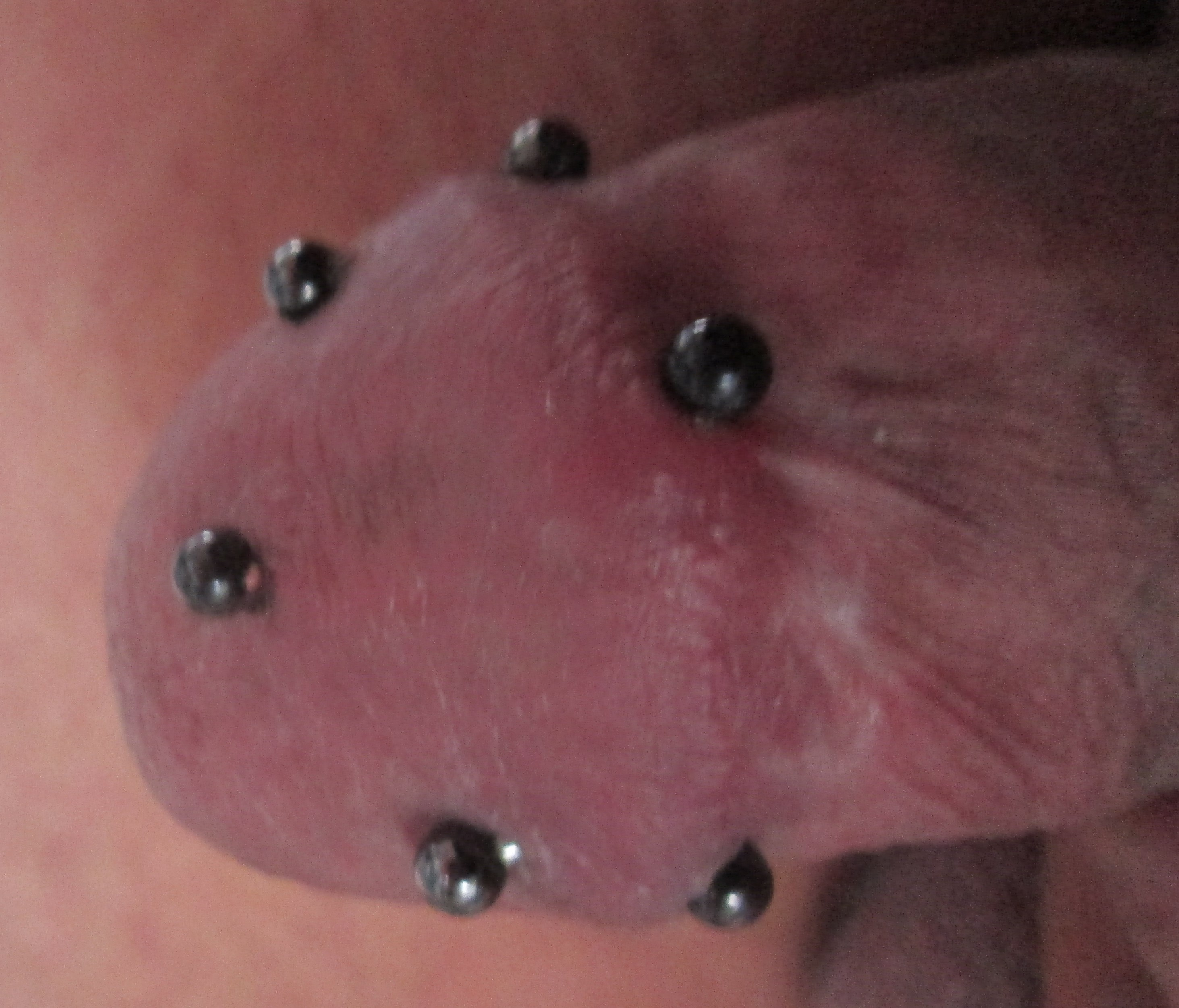
Потрійний пірсинг «Дидо»

Пірсинг «Дидо» (dydoe) — пірсинг крайок голівки статевого члена. В окремих випадках створюють цілу «корону» з кілечок або штанг. Популярний вид пірсингу серед обрізаних чоловіків. Мінуси: досить болісна процедура, при мілкому розташуванні проколів (менше ніж 5-6 мм) можливі прориви. Строк загоєння — 4-6 місяців.

### Пірсинг «Ападидо»
Пірсинг «Ападидо» (apadydoe) — поєднання пірсингу «Ападрав'я» і «Дидо».
Уперше оприлюднений Еріком Дакота (Erik Dakota) у 4 випуску журналу Body play magazine («Ігри з тілом»).

### Пірсинг «Паунд Паппі»

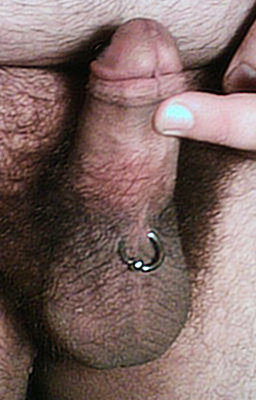
Пірсинг «Лорум»

Пірсинг «Паунд Паппі» або «Фунтове Щеня» (pound puppy) — дуже складний технічно вид пірсингу, який поєднує два проколи пірсингу «Принц Альберт» (праворуч і ліворуч від вуздечки) і прокол пірсингу «Ампалланг» (через сечівник). Проколи робляться у три етапи протягом кількох місяців, Як прикраса уживається спеціальний «Кийок Принца», який має складну форму, що нагадує маленьке плюшеве щеня. Цей вид пірсингу дуже рідкісний: він вимагає особливої кваліфікації майстра. Його винахід (або принаймні популяризацію) приписують Патрику Бартолом'ю (Patrick Bartholomew).

### Пірсинг «Лорум»

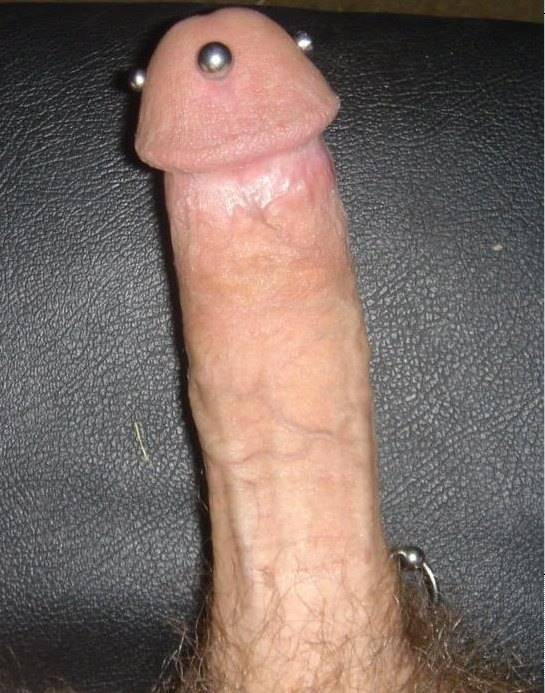
Пірсинг «Чарівний хрест»

Пірсинг «Лорум» (lorum) — вид пірсингу, при якому прокол розташований у кореня статевого члена, біля самої калитки або навіть на самому її шві. Уперше зроблений Дену Копка майстром Елейном Ейнджелом у Лос-Анджелесі. Вони ж і створили слово «lorum» зі словосполучення «low frenum» («низька вуздечка крайньої плоті»). Деякі стверджують, що у Європі «Лорум» разом з пірсингом вуздечки уживали для кріплення «клітки незайманості» або для пристібування крайньої плоті до калитки за допомогою замка.
Іноді такий пірсинг зовуть «передньо-середня гафада» (front centered hafada).

### Пірсинг «Чарівний хрест»
Пірсинг «Чарівний хрест» (magic cross) — поєднання пірсингу «Ампалланг» і «Ападрав'я». Горизонтальний та вертикальний проколи утворюють хрест на голівці статевого члена.

### Пірсинг «Гіш»

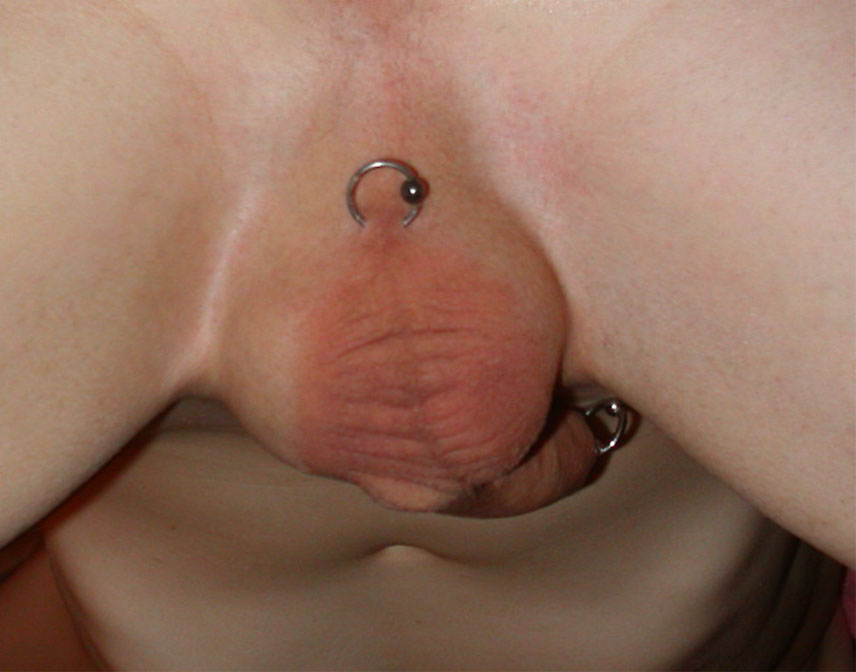
Пірсинг «Гіш» (зверху)

Французьке слово guiche буквально означає «ремінь щита» або «завитки волосся», «кучерики», але у сленговій англійській значення інше — «промежина». Це визначає цей вид пірсингу: при ньому прокол робиться посередині промежини, якраз між калиткою і анальним отвором. Такий пірсинг, як вважається, робився ще народами Полінезії, вони могли вставляти у прокол також шкіряний ремінь. «Гіш» часто роблять для додаткової стимуляції калитки, у такому разі у прокол вставляється кільце з тягарцем (guiche weight). Прокол може бути виконаний по-різному: чи перпендикулярно статевому члену (тобто від ноги до ноги) чи у напрямку від калитки до анального отвору. Строк загоєння — 6-8 тижнів.
Низка проколів на промежині з кілечками зоветься «гіш-драбинкою» (guiche ladder).

## Жіночий інтимний пірсинг

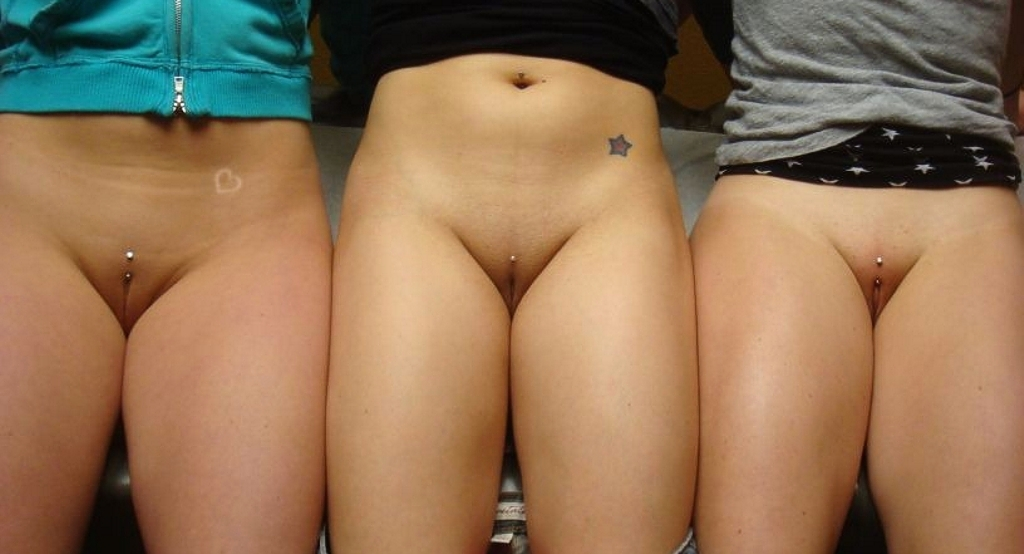
Пірсинг «Крістіна» (праворуч і ліворуч) та «Нефертіті» (у центрі)

Жіночий інтимний пірсинг роблять на різних частинах вульви: лобку, голівці клітора (зокрема, на каптурі), великих і малих статевих губах, вагінальній вестибулі. Налічують до 10 видів жіночого генітального пірсингу, що поділяються на:
- кліторальний пірсинг:
  - пірсинг голівки клітора, зокрема, пірсинг «Ізабелла»,
  - пірсинг каптура клітора, зокрема, пірсинг «трикутник», пірсинг «Нефертіті», пірсинг «Кристина»,
- пірсинг статевих губ: великих та малих, зокрема,  пірсинг «фуршет».
- пірсинг уретри - пірсинг " Альбертина" за аналогією чоловічого пірсингу " Принц Альберт" .

### Пірсинг голівки клітора

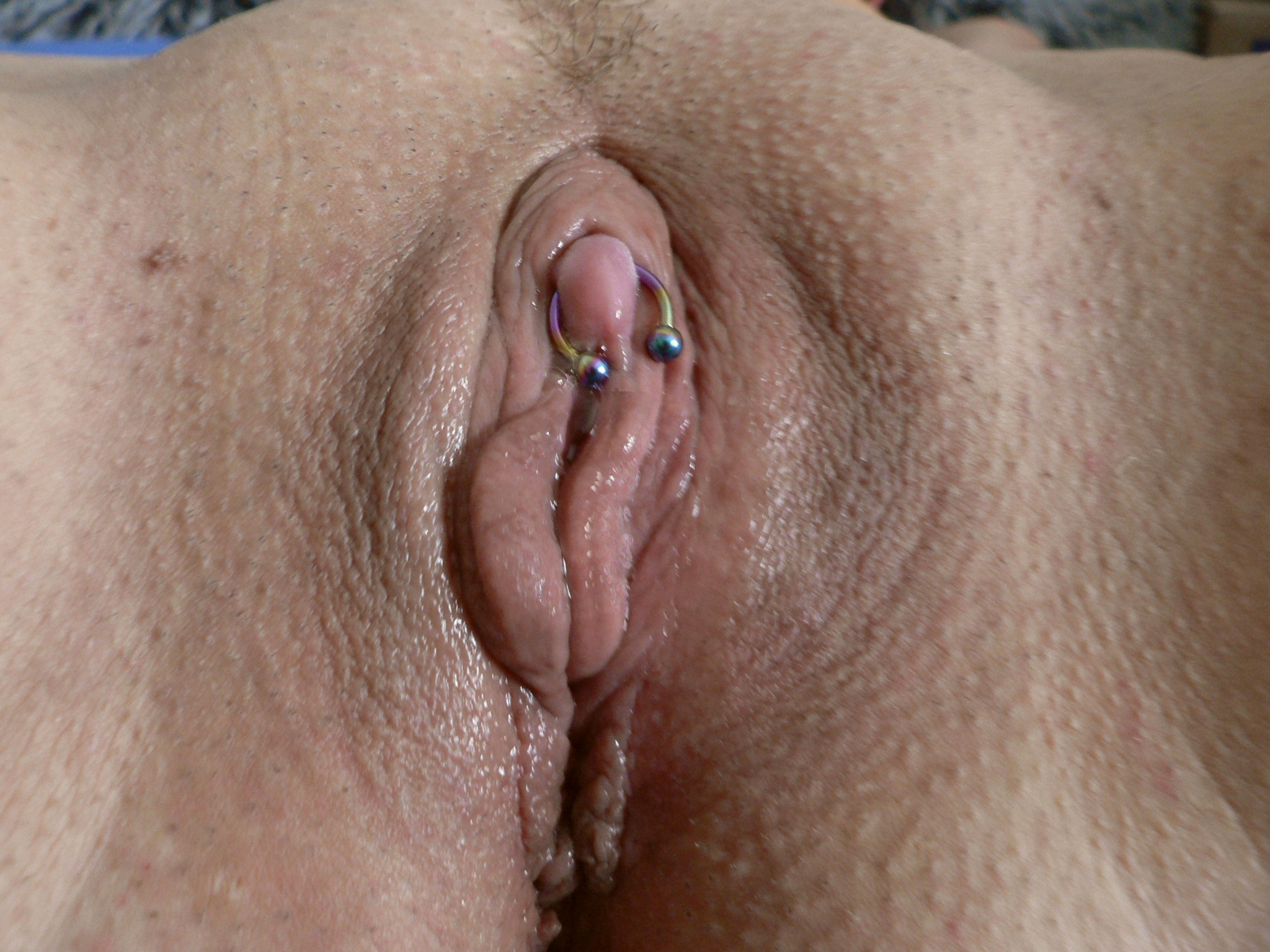
Пірсинг голівки клітора

На голівці клітора пірсинг роблять вкрай рідко, насамперед це пов'язане з ризиком пошкодження нервів (у голівці понад 8000 нервових закінчень). Друга причина — у більшості жінок голівка клітора у них надто мала для проколу. З жінок, які просять зробити кліторальний пірсинг, у приблизно 90-95 % він анатомічно неможливий. Навіть у жінок з досить великим клітором каптур клітора може надто щільно прилягати до голівки, що робить носіння прикрас на ньому неможливим. Варто пам'ятати, що клітор не є місцем для ризикованих експериментів. Кліторальний пірсинг ставить підвищені вимоги до кваліфікації майстра. Більшість жінок обмежуються пірсингом не голівки клітора, а лише каптура.
При великій голівці клітора, коли пірсинг можливий, прикраси на період загоювання зазвичай обирають з дроту розміру 16 (1,3 мм).
Результатом такого пірсингу є отримання додаткової стимуляції голівки клітора при генітальному сексі. Також спостерігається певне розростання тканин і збільшення розмірів у більшості випадків.

#### Пірсинг «Ізабелла»

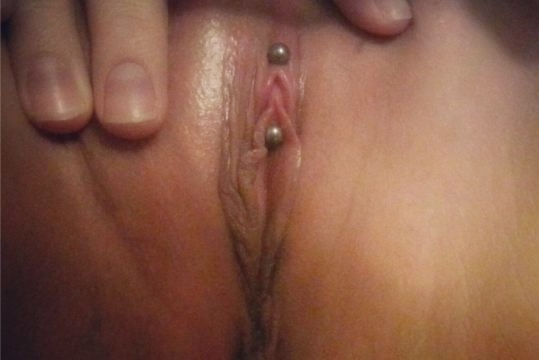
Пірсинг «Ізабелла»

Пірсинг «Ізабелла» (Isabella) — дуже глибокий пірсинг тіла клітора. При ньому прокол починається під клітором прямо над уретрою, проходить крізь його тіло і виходить нагорі кліторального каптура. Оскільки при такому виді пірсингу проколюється тіло клітора, деякі майстри стверджують, що існує ризик пошкодження нервів. Втім, цей вид пірсингу робиться дуже нечасто. Пірсинг «Нефертіті» був винайдений як його безпечніша альтернатива.
Пірсинг «Ізабелла» уперше засвідчений у 17-му випуску Piercing World Magazine («Всесвітнього журналу пірсингу»).

### Пірсинг каптура клітора
Пірсинг кліторального каптура виконують у вертикальній та у горизонтальній площинах.

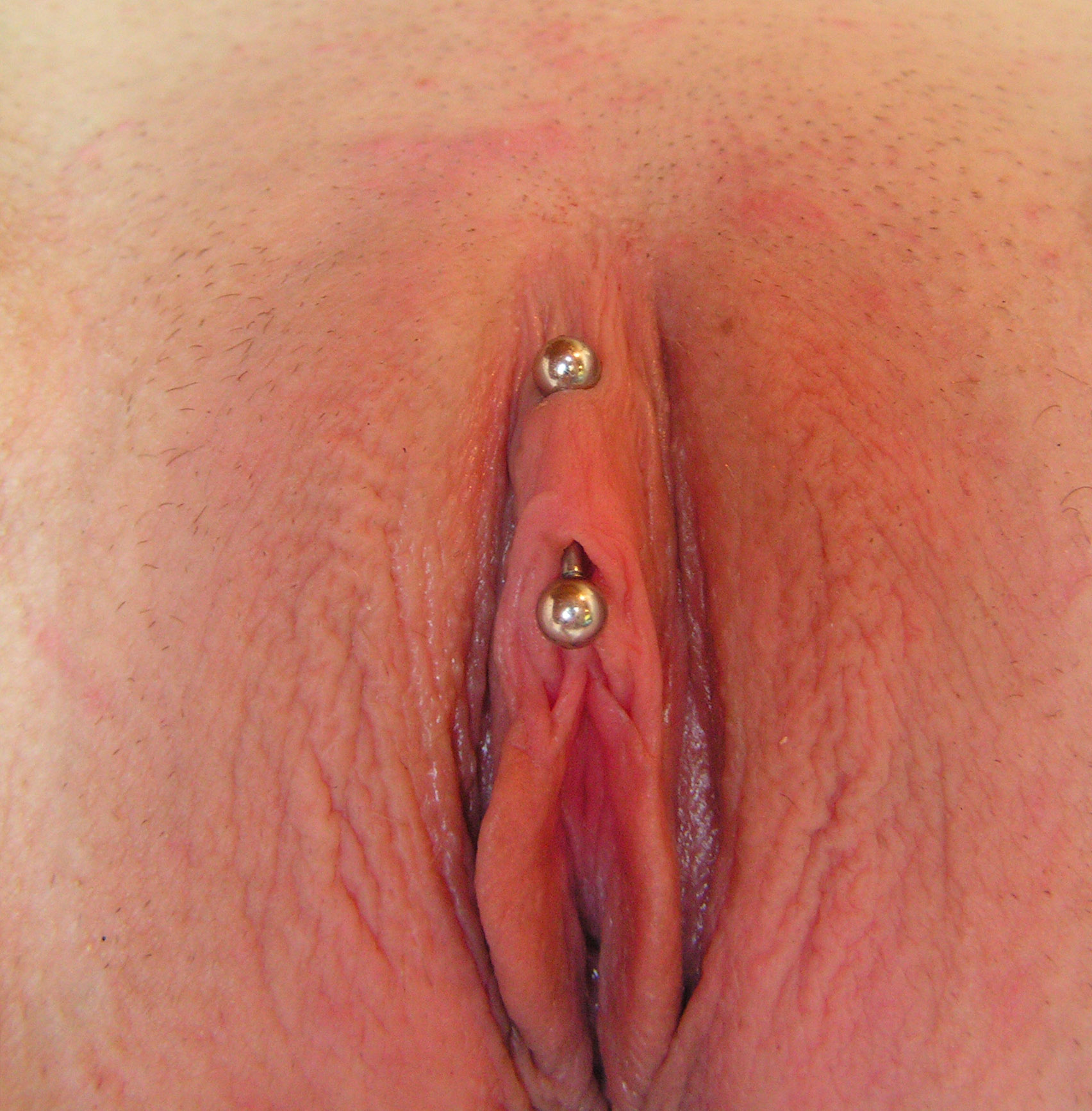
Вертикальний пірсинг каптура клітора

Вертикальний пірсинг каптура клітора (Vertical hood piercing або VCH — як абревіатура від «Vertical clitoral hood») — найпопулярніший вид жіночого інтимного пірсингу. По-перше, вертикальне розташування анатомічне і забезпечує комфортність носіння прикрас між ногами. По-друге, більшість жінок має достатньо розвинуті тканини кліторального каптура, які уможливлюють їх прокол. Прокол йде лише крізь тонку ділянку шкіри над клітором, при цьому прикраса дотикається його голівки, що забезпечує стимуляцію. Загоюється за тиждень або менше, але інструкція приписує вживати застережних заходів протягом 4 тижнів після процедури. Як прикраси використовують гнуті або прямі штанги, кільця — для цього типу пірсингу підходить безліч варіантів аксесуарів.

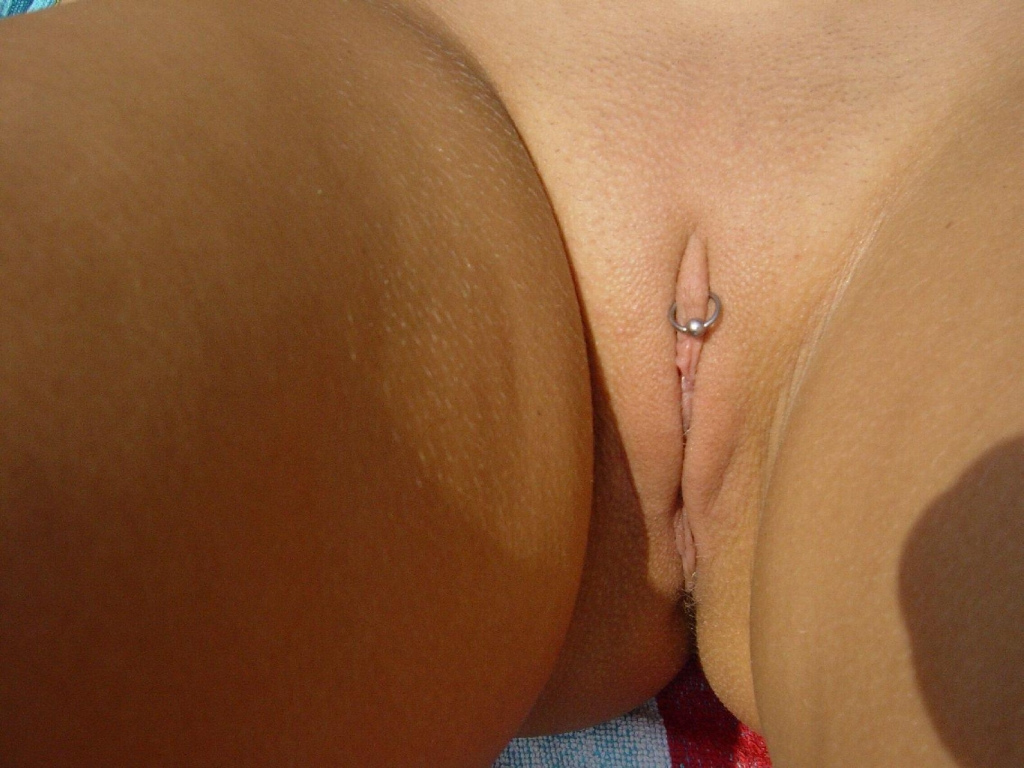
Горизонтальний пірсинг каптура клітора

Горизонтальний пірсинг каптура клітора (Horizontal Hood Piercing або HCH — як абревіатура від Horizontal clitoral hood). У більшості каптур плоть покриває голівку клітора, тому прикраса залишається над нею, що виключає можливість стимуляції. Стимуляція при такому типі можлива, якщо голівка клітора сильно виражена і розташована якраз під прикрасою. Якщо будова органів не симетрична, кільце має схильність зміщатися або закручуватися убік.
Для прикрас використовують кільця або кільцеві штанги з дроту товщиною 1,6 — 2 мм. Необхідно вживати заходи безпеки: перевірити ділянку пірсингу на насиченність кровоносними судинами, проколювані тканини перед процедурою треба відтягнути від нервового сплетіння і закріпити затискачем. Загоюється такий прокол за 6-8 тижнів.

#### Пірсинг «Крістіна»

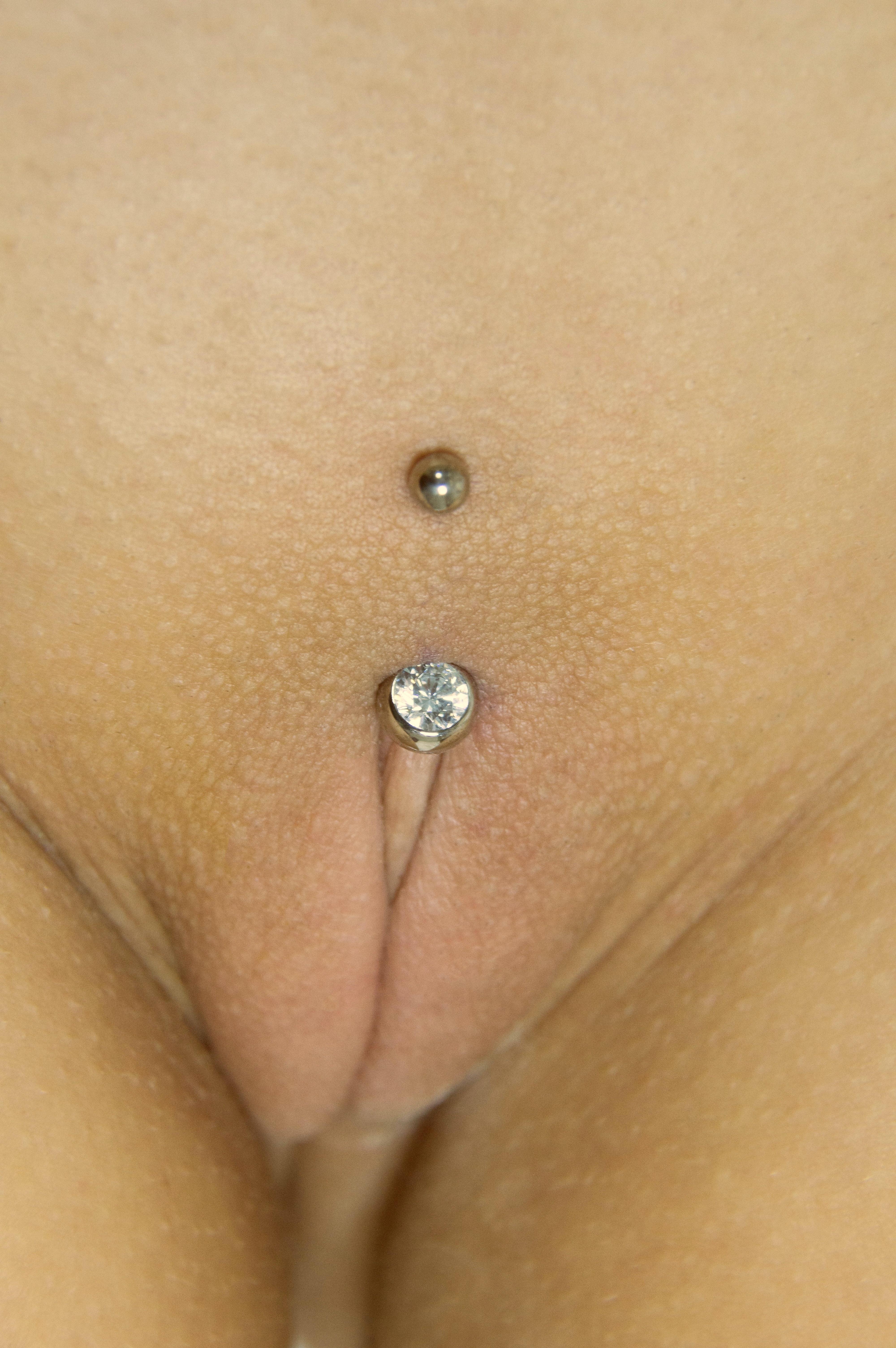
Пірсинг «Крістіна»

Пірсинг «Крістіна» (Christina) — поверхневий пірсинг, який проходить від самого верху кліторального каптура через місце біля передньої спайки статевих губ, і виходить на поверхню лобка. Інші назви: пірсинг «Кетрін» (Catherine — назва, прийнята у штаті Іллінойс), пірсинг «Венера» (Venus), різновидом є пірсинг «Реджина» (Rageina) — для жінок з малим, відсутнім або видаленим кліторальним каптуром. Успіх приживлення подібного пірсингу залежить від анатомічних особливостей жінки: у жінок з ніжною лобковою областю можливе відторгнення.
Назву отримав від Крістіни, подруги Тома Бразда (Tom Brazda) з Stainless Studios, причому в історії з назвою є не зовсім гарний вчинок Тома. За традицією, право обрати назву має винахідник. У випадку з «Крістіною», одна клієнтка звернулась до Тома з проханням зробити такой новий незвичайний пірсинг і призначила процедуру через два тижні після попередньої консультації. За цей час Том встиг розповісти про новий пірсинг своїй подрузі Крістіні, яка побажала зробити собі такий же. Таким чином, Крістіна першою отримала такий пірсинг і назвала його своїм ім'ям.
Цей вид пірсингу зазвичай виконують у вигляді стрижнів або кривих штанг, втім, анатомія деяких жінок уможливлює й використання кільця. Дизайн прикрас добирається залежно від смаків клієнтки, тому важко знайти два однакових пірсинги.

#### Пірсинг «трикутник»

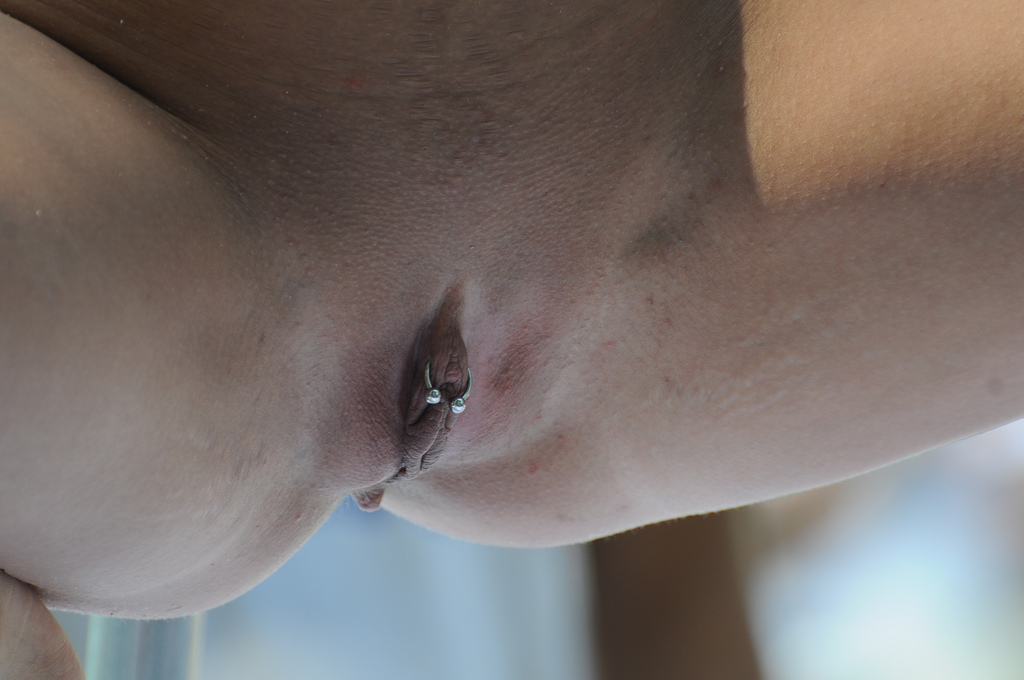
Пірсинг «трикутник»

Пірсинг «трикутник» або «тріада» (triangle) — горізонтальний пірсинг каптура клітора поза нервовим вузлом клітора, в основі шкіри каптура, де вона виходить з вульви. Для подібного пірсингу необхідно, щоб кліторальний нервовий вузол можна було дещо зсунути догори. Оскільки точка проколу розташована якраз за нервовим сплетінням, це запеспечує сильну його стимуляцію. На відміну від вертикального пірсингу клітора, який сильно стимулює клітор спереду, «трикутник» надає сильної стимуляції ззаду. Деякі жінки роблять одразу два цих пірсинги для двобічної стимуляції. Для прикрас на етапі загоювання уживають кільцеві штанги, зазвичай з дроту товщиною у 2 мм, проміжок між кульками на їхніх кінцях може бути припасованим під ширину малих статевих губ. У такому разі прикрасу можна додатково закріпити на тілі, щоб мінімізувати її зміщення і пов'язане з ним подразнення. Загоюється за 2-3 місяці. Після загоєння можливе уживання різноманітних прикрас: кілець, намистинок, гнутих штанг тощо. Деякі жінки люблять експериментувати з прикрасами великого розміру і товщини, які роблять прокол ширшим.

#### Пірсинг «Нефертіті»

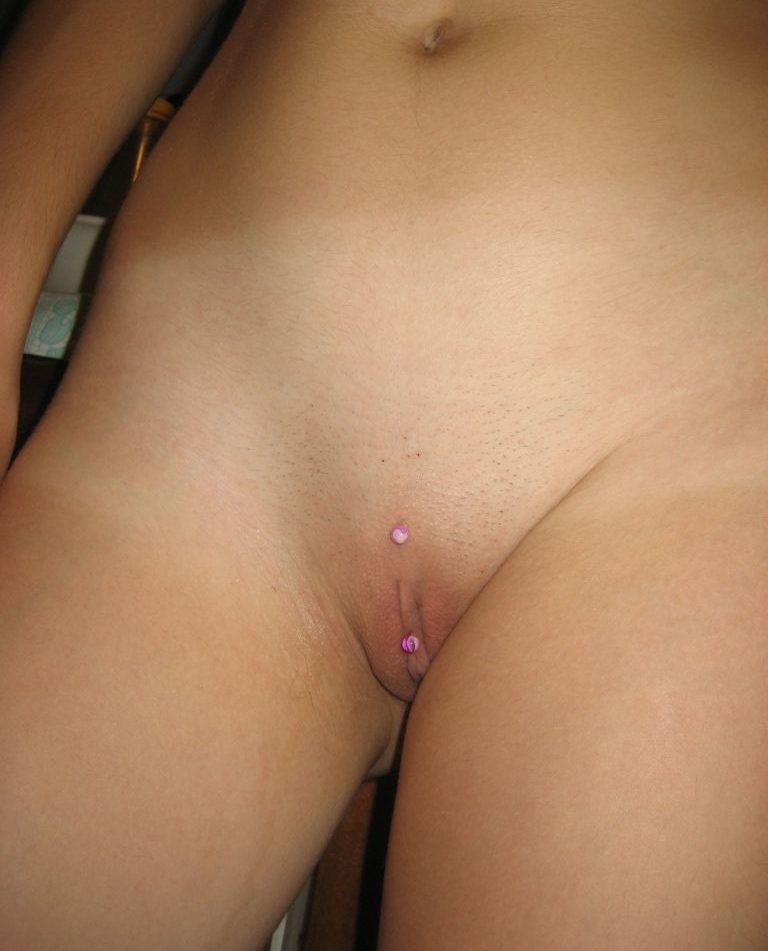
Пірсинг «Нефертіті»

Пірсинг «Нефертіті» (Nefertiti) — поєднання вертикального пірсингу каптура клітора і пірсингу «Крістіна», який отримав ім'я єгипетської цариці. На відміну від попереднього виду, при такому типі пірсингу прокол робиться не над каптуром, а між ним та голівкою клітора. Довгий стрижень штанги у товщі тканин може спричиняти дискомфорт під час рухів. Зважаючи на це, спеціалісти рекомендують уживати гнучкі штанги.

### Пірсинг статевих губ

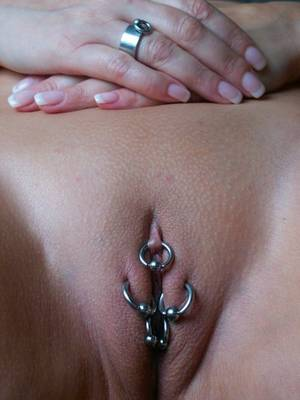
Пірсинг на великих і малих статевих губах і каптурі клітора

Пірсинг роблять як на зовнішніх, так і на внутрішніх статевих губах.
Пірсинг великих статевих губ — дещо грубіший пірсинг у порівнянні з пірсингом кліторального каптура, він вимагає більше часу для загоєння. Робиться уздовж крайки великих губ, часто парами або по кілька кілечок на кожній губі. Жінки знаходять цей тип пірсингу вельми естетичним, але для стимуляції ерогенних зон він не придатний: розташований ззовні, далеко від точок насолоди.
Товщина дроту для прикрас 1,6 або 2 мм, але при добре розвинутій тканині можлива також 2,6 мм. Розміри кілечок досить різні.  Деякі жінки, любителі екстриму, з часом збільшуючи товщину сережок, розтягують прокол до великого діаметру. Також крім кілець, у статеві губи вставляють і штанги.

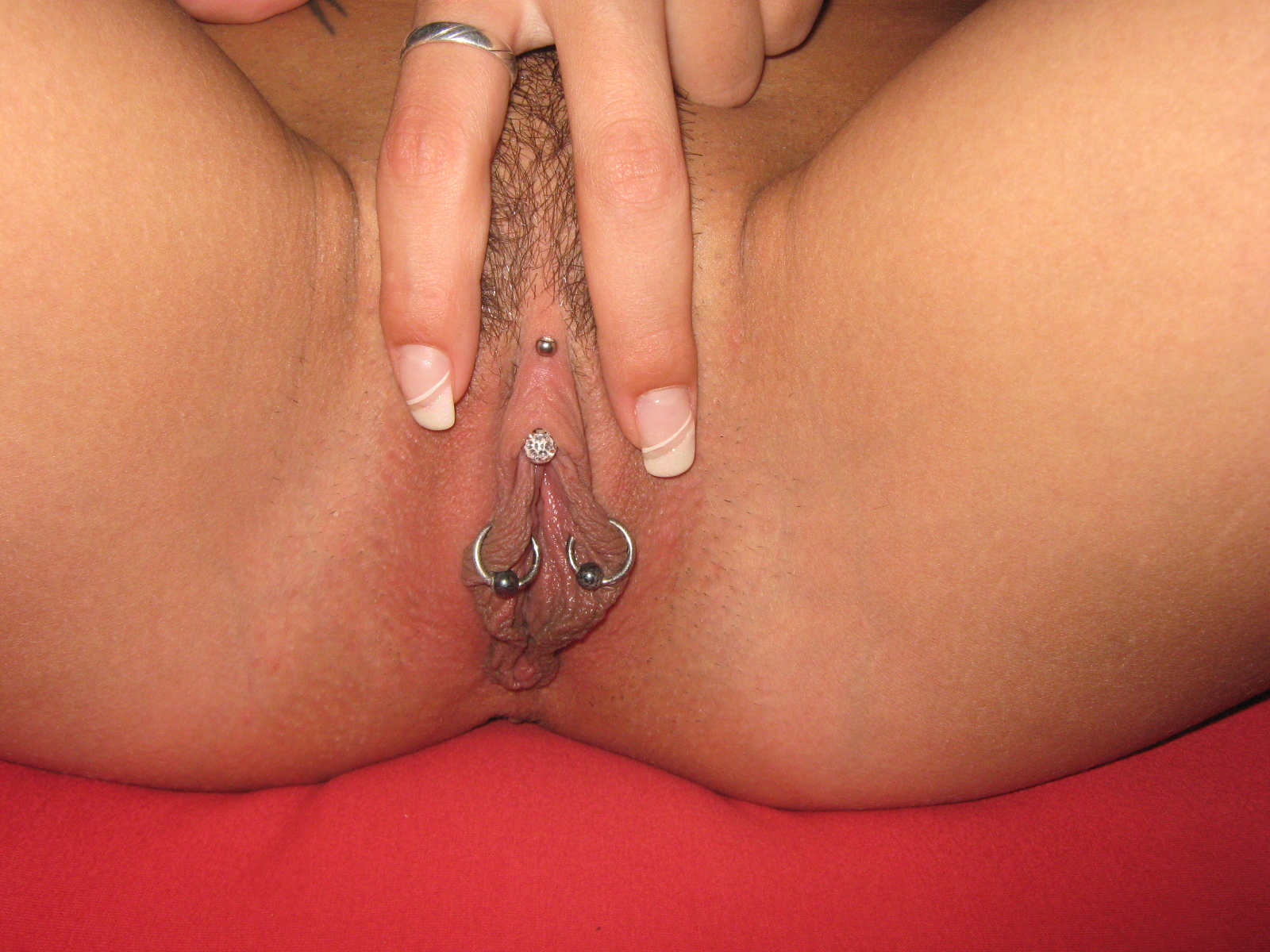
Пірсинг малих статевих губ і вертикальний пірсинг каптура клітора

Пірсинг малих статевих губ аналогічний за способом проколювання вертикальному пірсингу кліторального каптура: тонкий і швидко загоюється. Звичайна товщина дроту для прикрас — 1,6 мм. Жінкам з невеличкими розмірами губ підійде менший розмір кілець. Губи деяких жінок через малий розмір не підходять для такого пірсингу, хоча це буває рідко. Зазвичай виконується парним (на обох малих статевих губах), хоча проколювання тільки одної малої губи теж можливе. Число кілечок на губах може бути різним — одне чи кілька.
Новий пірсинг може кровоточити: тканини малих губ багаті на кровоносні судини. На період загоєння краще уживати прокладки замість тампонів.
При такому типі пірсингу можливе потрапляння на місця проколів сечі або вагінальних виділень, але це безпечно і не болісно. Потрапляння сечі може викликати печіння; у перші дні бажано пити більше води: це зменшить кислотність сечі і неприємні відчуття. Також корисне підмиватися після сечовипускання прохолодною або теплою водою.
Жінки у більшості своїй знаходять пірсинг у цьому місці вельми привабливим, але він може грати чисто декоративну роль: він не сприяє стимуляції ерогенних зон (якщо тільки не розташований зовсім близько до клітора). Якщо кілечки розташовані у середині статевих губ, на рівному віддаленні від спайок, вони будуть стимулювати статевий член чоловіка під час зносин.

### Пірсинг «фуршет»

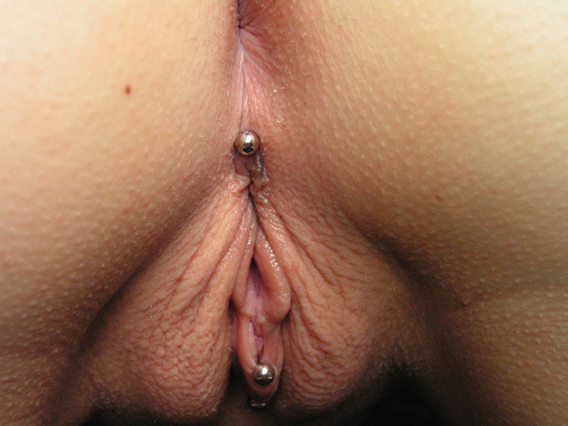
Пірсинг «фуршет» (зверху)

Пірсинг «фуршет» або «розтяжка» (fourchette) робиться на задній спайці вульви, в області вуздечки статевих губ. Схожий на чоловічий пірсинг задньої частини мошонки («гіш»). Багато жінок не мають складки шкіри, яку можна защипнути: їм такий пірсинг зробити неможливо. У разі наявності цієї складки носіння подібного типу пірсингу має бути комфортним. Прокол загоюється через 2-3 місяці.
Як прикрасу використовують гнуту штангу з дроту товщиною 2 чи 2,6 мм. Тканини дуже ніжні, тому надто тонкий дріт може різатися, з іншого боку, здатні сильно розтягатися, тому легко пристосуються до великого діаметра.
Схожий на «фуршет» пірсинг «жіночий гіш» (female guiche). Роблять його вкрай рідко, розташовується на середині між місцями пірсингу «фуршет» і анального пірсингу (посередині промежини). Будова промежини деяких жінок не підходить для нього. Частіше виконується перпендикулярно вульві (тобто «від ноги до ноги»), рідше — у напрямку від вульви до ануса (може з'єднувати місця проколів «фуршет» і анального пірсингу). Після процедури необхідний особливий догляд: великий ризик інфікування. Перші оприлюднені зразки такого пірсингу були виконані американським майстром Шейном Мансом (Shane Munce), який і дав йому таку назву. Втім, нема сумніву, що проколювання такого роду робили й раніше.

### Пірсинг «Принцеса Альбертина»

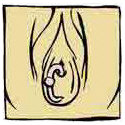
Пірсинг «Принцеса Альбертина»

Пірсинг «Принцеса Альбертина» (Princess Albertina) — жіночий аналог чоловічого інтимного пірсингу «Принц Альберт». У такого типу пірсингу кільце входить до сечівника і виходить через вагінальний отвір. Для такого типу пірсингу необхідно, щоб у жінки був широкий сечівник. Окрім того, при такому проколюванні високий ризик інфікування сечового міхура. Екстремальніший варіант цього пірсингу відомий як «Скранті».
Пірсинг «Скранті» (Scrunty) роблять дуже рідко: анатомія небагатьох жінок підходить для нього. При цьому проколі кільце йде горизонтально через сечівник аналогічно чоловічому пірсингу «Дельфін». Ризик інфекційних захворювань сечового міхура такий же, як у випадку з пірсингом «Принцеса Альбертина».